# Ронкофредо-Санта Паола (Форли-Чезена)
Ронкофредо-Санта Паола (итал. Roncofreddo-Santa Paola) је насеље у Италији у округу Форли-Чезена, региону Емилија-Ромања.
Према процени из 2011. у насељу је живело 1237 становника. Насеље се налази на надморској висини од 300 м.